# 홍등
《홍등》(중국어: 大红灯笼高高挂)은 1991년 제작된 드라마 영화이다. 장이머우가 감독을 맡았다. 1991 베네치아 영화제 은사자상 수상작, 1992 영국 아카데미상 외국어 영화상 수상작이다.

## 줄거리
이 영화는 1920년대 중국을 배경으로 하고 있다.
송련(주인공)은 부잣집으로 시집가라는 계모의 강요로 19살이라는 어린 나이에 부호 진대감의 넷째 부인이 되어 진대감의 저택에서 살게 된다. 이 집 가문에는 진대감과 하룻밤을 함께하게 될 부인의 방에 그날 밤 홍등을 밝히는 가풍이 전해져 내려오는데 이것은 곧 진대감의 부인들에게 권력이 되는 것이다. 네 명의 부인들은 방 안에 홍등을 밝히려, 즉 권위를 내세우려 서로 시기하고 질투하며 경쟁한다. 송련은 어느 순간부터 그 권위에 눈이 멀어 자신이 임신했다는 거짓말을 한다. 하지만 하인에 의해서 결국 들통나게 되고 송련은 복수하려 하인의 비밀을 알리게 되는데 그 때문에 하인은 죽고 만다. 송련은 이에 충격을 받고 부인들의 암투와 멀어져가는 진대감의 발걸음에 절망을 느껴 술에 빠진다. 송련은 술김에 셋째 부인이 의사와 불륜을 저지르고 있다는 사실을 실토하고 그다음 날 셋째 부인은 살해를 당하게 된다. 이후 송련은 셋째 부인의 시체를 발견하고는 충격을 받고 미쳐버린다. 하지만 진대감은 다섯째 부인을 새로 들이게 되고 중국 봉건 사회의 폐습이 계속 이어진다.

## 출연

### 주연
- 공리

### 조연
- 하새비
- 조취분
- 공림
- 마정무
- 주기
- 김숙원

## KBS 성우진 (1996년 9월 8일)
- 송도영 - 송련(공리)
- 이봉준 - 진대감(마정무)
- 김정미 - 탁운(둘째 부인)(조취분)
- 성병숙 - 매산(셋째 부인)(하새비)
- 임은정 - 야월(공림)
- 박민아
- 이정은
- 김익태
- 최병상
- 홍성헌
- 이선

## 기타
- 원작자: 소동
- 출품인: 구복생